# Lijst van Gentenaars
Deze lijst van Gentenaars (Stropkes of Genteneers) betreft bekende personen die in de Belgische stad Gent zijn geboren of hebben gewoond.

## Algemeen (chronologisch)

### 13e eeuw
- Hendrik van Gent (1217-1293) theoloog en filosoof der scholastiek die de eretitel doctor solemnis meekreeg
- Jan Borluut (ca. 1250-vermoord vóór 1306), patriciër, nam deel aan de Guldensporenslag
- Simon de Mirabello (ca. 1280-vermoord 1346), bankier, mecenas en ruwaard van Vlaanderen
- Jacob van Artevelde (ca. 1290/1295-1345), volksleider en opperhoofdman van Gent van 1338 tot 1345
- Geraard Denijs (ca. 1290-gesneuveld 1349), volksleider, vermeende moordenaar van Jacob van Artevelde
- Willem Wenemaer (2e helft 13e eeuw - 1325), ridder, schepen en hoofdman van Gent, stichter van het voormalige Wenemaershospitaal

### 14e eeuw
- Jan Hyoens [Yoens] (1317-1379), volksleider, aanvoerder van de Witte Kaproenen
- Frans Ackerman (ca. 1330-vermoord 1387), volksleider, tekende de Vrede van Doornik (1385)
- Filips van Artevelde (1340-gesn. 1382), opperhoofdman van Gent (1382) en zoon van Jacob van Artevelde
- Jan van Gent [John of Gaunt] (1340-1399), hertog van Lancaster
- Pieter van den Bossche (ca. 1340-na 1387), volksleider

### 15e eeuw
- Jan van Coppenolle (of: Coppenholle) (ca. 1434-1492), volksleider
- Agnes van den Bossche (ca. 1435-1440- 1504), schilder
- Hugo van der Goes (ca. 1440-1482), kunstschilder, een van de Vlaamse Primitieven
- Alexander Agricola [Ackerman] (1446-1506), componist, zanger en instrumentalist
- Pieter Bordon (ca. 1450-na 1484), zanger en componist
- Jacob Obrecht (1457/1458-1505), componist en zanger
- Pierre Quicke (2e helft 15e eeuw - 1505), bisschop van Doornik
- Peter van Gent (1486-1572), minderbroeder en missionaris
- Keizer Karel V (1500-1558), landsheer van de Nederlanden en heerser over een groot deel van Europa en overzeese gebieden

### 16e eeuw
- Isabella van Oostenrijk (1501-1526), koningin van Denemarken en jongere zuster van keizer Karel V
- Marten Micron (circa 1500-1559), calvinistisch schrijver
- Martin Micronius (16e eeuw), arts
- Jan van Hembyze (1513-terechtgesteld 1584), volksleider
- Marcus van Vaernewijck (1518-1569), kroniek- en geschiedschrijver
- François van Ryhove (1531-1585), calvinistisch volksleider, medestander van Jan van Hembyze
- Karel Rym (1533-1584), raadsheer en diplomaat voor de Spaanse Nederlanden
- Lucas d'Heere (1534-1584), kunstschilder en dichter
- Lieven de Key (circa 1560-1627), Nederlandse bouwmeester van de Hollandse renaissance
- Johan Philip Lansberg [Philippe van Lansberge] (1561-1632), astronoom
- Frans van der Burch (1572-1640), bisschop van Gent en daarna van Kamerijk
- Jacob van de Vivere (1572-1640), arts en auteur
- Daniël Heinsius (1580-1655), klassiek filoloog, dichter en hoogleraar te Leiden
- Guilielmus Wyts (? - 1641), voorzitter van de Raad van Vlaanderen

### 17e eeuw
- Nicolas de Liemaeckere (Roose) (1600 of 1601-1646), kunstschilder; zoon van Jacob
- Franciscus Romanus (1647-1735), dominicaan, architect, bruggenbouwer
- Jean-Baptiste Loeillet (1690-1730), componist (Barok) en musicus
- Philippe de l'Espinoy, vanaf 18 mei 1618 poorter van Gent
- Laurent Delvaux (1696-1778), beeldhouwer
- David 't Kindt (1699 – 1770), architect

### 18e eeuw
- Pieter Antoon Verschaffelt (1710-1793), beeldhouwer en architect
- Joost Fermont (ca. 1722-1800), architect
- Auguste Hellin (1724-1803), kanunnik en kerkhistoricus
- Philippe Lambert Spruyt (1727-1801), schilder en auteur
- Jacques-Jean Dutry (1746-1825), architect
- Anna-Maria van Reysschoot (1758-1850), kunstschilder
- Jacques Meyer (1756-1805), Vonckist en Frans revolutionair
- Marie-Jeanne Schellinck (1757 - 1840), vrouwelijke soldaat in Franse militaire dienst
- Karel van Hulthem (1764-1832), bibliofiel verzamelaar (Koninklijke Bibliotheek van België) en politicus
- Lieven Bauwens (1769-1822), grondlegger van de mechanische textielnijverheid in Gent
- Pieter Van Hanselaere (1786-1862), neoclassicistisch portretschilder
- Lodewijk Roelandt (1786-1864), architect (onder meer Gentse Opera)
- Joseph Paelinck (Oostakker, 1781-1839), neoclassicistisch kunstschilder
- Adolphe Quetelet (1796-1874), wiskundige, astronoom en socioloog
- Jozef Guislain (1797-1860), doctor in de geneeskunde, een van de grondleggers van de psychiatrie in Europa
- Charles Surmont de Volsberghe (1798-1840), politicus
- Hippolyte Metdepenningen (1799-1881), advocaat en leider van de Orangisten

### 19e eeuw
- Louis Minard (1801-1875), kunstverzamelaar en architect (Minard-schouwburg)
- Charles Louis Hanssens (1802-1871), cellist, dirigent en componist
- Hendrik Frans Bracq (1804-1888), bisschop van Gent
- Karel Lodewijk Ledeganck (1805-1847), kunstschilder
- Félix De Vigne (1806-1862), kunsthistoricus en -schilder
- Adolphe Burggraeve (1806-1902), anatoom en chirurg
- Pieter De Vigne (genaamd 'De Vigne-Quyo') (1812-1877), beeldhouwer
- Jules de Saint-Genois (1813 - 1867), politicus, hoogleraar en historicus
- Gustave Callier (1819-1863), hoogleraar, liberaal en anti-klerikaal
- Charles de Kerchove de Denterghem (1819-1882), senator en burgemeester
- Gustave Marie Verspyck (1822-1909), Nederlands publicist en militair
- Joseph de Hemptinne (1822-1909), textielfabrikant
- Zacharie Noterman (1823-1890), schilder en graveur (singeries en hondenschilderijen)
- Karel Miry (1823-1889), toondichter van opera's en operettes en onder meer van de Vlaamse nationale hymne De Vlaamse Leeuw
- Jacob Heremans (1825 - 1884), politicus en hoogleraar
- Ambroise Verschaffelt (1825-1886) tuinbouwkundige en auteur
- Ferdinand Vanderhaeghen (1830-1913), bibliothecaris van de universiteitsbibliotheek
- Désiré Van Monckhoven (1834-1882), fotograaf
- Julius Vuylsteke (1836-1903), dichter en politicus
- Marie Sasse (1837-1907), operazangeres
- Emiel Moyson [E. Trossaert] (1838-1868), socialistische militant en dichter
- Amand de Vos (1840-1906), Vlaams schrijver en dichter
- August Gondry (1841 - 1891), raadsheer en bestuurder
- Victor D'Hondt (1841-1901) wiskundige en jurist.
- Karel Waeri (1842-1898), volkszanger
- Paul De Vigne (1843-1901), beeldhouwer
- Florimond van Duyse (1843-1910), componist, musicoloog
- Graaf Paul de Smet de Naeyer (1843-1913), industrieel en volksvertegenwoordiger
- Oswald de Kerchove de Denterghem (1844-1906)
- François Van Rysselberghe (1846-1893), ingenieur-uitvinder
- August Hendrickx (1846-1910), schrijver en vertaler
- Julius Sabbe (1846-1910), schrijver
- Pierre De Geyter (1848-1932), componist van de 'Internationale'
- Emile Claus (1849-1924), kunstschilder
- Emile Braun (1849-1927), burgemeester
- Hildebrand de Hemptinne (1849-1913), priester, benedictijn en algemeen overste
- Lieven Van de Velde (1850-1888), militair en pionier
- Gustave Den Duyts (1850-1897), landschapsschilder
- Emma De Vigne (1850-1898), schilderes
- Charles van Rysselberghe (1850-1920), architect
- Fernand Scribe (1851-1913), kunstverzamelaar en fabrikantenzoon
- Gerard Cooreman (1852-1926), eerste minister van België (1918)
- Joris Helleputte (1852 - 1925), ingenieur, architect, hoogleraar en politicus
- Edmond Van Beveren (1852-1897), socialistisch voorman, één der stichters van de Gentse sectie van de Internationale
- Gustaaf Vanaise (1854-1902), schilder
- Jules Van den Heuvel (1854-1926), jurist en Minister van Staat
- Emilie Claeys (1855-1943), politica en feministe
- Emiel Jan Seghers (1855-1927), bisschop van Gent
- Jozef Vandevelde (1855-1882), militair en pionier
- Edward Anseele (1856-1938), pionier van de arbeidersbeweging en één der stichters van de Socialistische Partij
- Jozef Vercoullie (1857 - 1937), hoogleraar en politicus
- Augusta Roszmann (1859-1945), kunstschilder
- Albert Dutry (1860-1918), kunstschilder en kunstcriticus
- Adelaïde Lefebvre (1860-1940), beeldhouwer
- Charles Van Lerberghe (1861-1907), schrijver
- Victor Horta (1861-1947), architect
- Théo van Rysselberghe (1862-1926), schilder
- Graaf Maurice Maeterlinck (1862-1949), dichter, toneelauteur, essayist, vertaler en Nobelprijswinnaar (1911)
- Grégoire Le Roy (1862-1941), dichter, auteur en conservator
- Léon Rinskopf (1862-1915), componist en dirigent (Kursaal Oostende)
- Leo Baekeland (1863-1944), uitvinder van het bakeliet en Veloxfotopapier
- Stephan Kekulé von Stradonitz (1863-1933), jurist en genealoog
- Oscar Roels (1864-1938), toondichter
- Albert Baertsoen (1866-1922), schilder
- George Minne (1866-1941), beeldhouwer
- Frédéric Spyers (1866 - 1941), politicus
- Paul Bergmans (1868-1935), musicoloog, bibliograaf en bibliothecaris
- Oscar Van Hauwaert (1868-1961), auteur en politicus
- Willem De Vreese (1869-1938), filoloog, hoogleraar en Vlaams activist
- Irma Lozin (1870-1934), operazangeres (alt)
- Jules De Bruycker (1870-1945), etser
- Pierre Louÿs (1870-1925), Frans schrijver
- Marie Dutry-Tibbaut (1871-1953), kunstschilderes
- Jan Frans De Boever (1872-1949), schilder
- Karel De Vriese (1872-?), Vlaams activist
- Alfons Jonckx (1872-1953), advocaat, Vlaams activist en collaborateur
- Hippolyte Daeye (1873-1952), schilder
- Gustave Van Vaerenbergh (1873-1927), beeldhouwer
- Jacques Feyerick (1874-1955), atleet
- Mathilde Pede (1874-1953), naaister en zangeres. Passagier op het schip Titanic
- Louis Dumont-Wilden (1875-1963), schrijver
- Alfons Fornier (1875-1963), politicus en Vlaams activist
- Polidoor Goossens (1875-1953), Vlaams activist en collaborateur
- Aloïs Walgrave (1876-1930), pastoor en schrijver
- Edmond De Maertelaere (1876-1938), kunstschilder
- Robert de Kerchove d'Exaerde (1876-1954), politicus
- Richard De Cneudt (1877-1959), schrijver en Vlaams activist
- Gustaaf De Smet (1877-1943), expressionistisch schilder
- Lieven Duvosel (1877-1956), componist, dirigent en Vlaams activist
- Jef Hinderdael (1877-1948), drukker, uitgever en journalist
- Albert Van Huffel (1877-1935), architect
- Marthe de Kerchove de Denterghem (1877-1956), feministe
- Gabriël Metdepenninghen (1877-1957),  componist, muziekcriticus en muziekpedagoog
- Oscar Sinia (1877-1956), beeldhouwer
- Michel Thierry (1877-1950), onderwijzer, natuurvriend en stichter van het 'Schoolmuseum' De Wereld van Kina
- Karel van de Woestijne (1878-1929), letterkundige
- Emiel Hullebroeck (1878-1965), componist
- Fernand Hanus (1880-1924), textielindustrieel
- George Van Biesbroeck (1880-1974), astronoom
- Gustave van de Woestijne (1881-1947), expressionistisch schilder
- Madeleine Van Thorenburg (1880-1961), beeldhouwer
- Domien Ingels (1881-1946), beeldhouwer
- Geo Verbanck (1881-1961), beeldhouwer
- Franz Hellens (1881-1972), schrijver
- Cécile Cauterman (1882-1857), kunstschilderes
- Leon Sarteel (1882-1942), beeldhouwer
- Céline Dangotte (1883-1975), schrijfster, onderneemster, uitgever en feministe
- Arnold De Munnynck (1883-1977), tenor
- Johan Eggen (1883-1952), advocaat, hoogleraar en Vlaams activist
- Albert Servaes (1883-1966), schilder
- Frits Van den Berghe (1883-1939), expressionistisch schilder
- Charles De Visscher (1884-1973), jurist
- Maurice Langaskens (1884-1947), schilder
- Frans Primo (1884-1946), Vlaams activist
- Jan Oscar De Gruyter (1885-1929), toneelkundige; stichter van het Vlaams Volkstoneel
- Reimond Kimpe (1885-1970), kunstschilder en Vlaams activist
- Georges Sarton (1886-1956), humanist en wetenschapshistoricus
- Robert Herberigs (1886-1974), componist, schilder en schrijver
- Jean Ray (1887-1964), schrijver
- Pierre Pauwels (1887-1969), beeldhouwer
- Paul-Gustave van Hecke (1887-1967), culturele duizendpoot
- Karel Van Damme (1887 - 1951), politicus
- Maurice De Booser (1888-1924), atleet
- Jan-Albert De Bondt (1888-1969), architect
- Maurits Colman (1889-1944), atleet en voetballer
- Edmond Ronse (1889-1960), minister
- Jozef Cantré (1890-1957), beeldhouwer
- Arthur De Laender (1890-1966), Belgisch atleet
- Richard Minne (1891-1965), dichter en prozaschrijver
- Gustaaf Van den Meersche (1891-1970), beeldhouwer
- Corneille Heymans (1892-1968), wetenschapper en Nobelprijswinnaar (1938)
- Jules Lippens (1893-1961), architect
- Jules Lootens (1893-1944), hoofdonderwijzer en lid van het Belgische verzet tijdens de Tweede Wereldoorlog
- August Balthazar (1893-1952), minister
- Maurice Roelants (1895-1966), romanschrijver
- Achilles Mussche (1896-1974), dichter, essayist en (toneel)schrijver
- Paul Struye (1896-1974), minister en Senaatsvoorzitter
- Edgar Colle (1897-1932), schaakmeester
- Edmond Dutry (1897-1959), kunstschilder en kunstminnaar
- Georges Van den Boom (1897 - 1978), redacteur en politicus
- August De Schryver (1898-1991), minister
- Hans Van Werveke (1898 - 1974), historicus
- Jean-Marie Dutry (1899-1986), kunstschilder en beeldhouwer
- Vina Bovy (1900-1983), sopraan
- Georges Lonque (1900-1967), componist, muziekpedagoog, dirigent en violist

### 1901-1950
- Suzanne Lilar (1901-1992), dramaturge, essayiste en schrijfster
- Edward Anseele jr. (1902-1981), minister
- Charles Verhasselt (1902-1993), beeldhouwer
- Jean Van Houtte (1907-1991), eerste minister van België (1952-1954)
- Robert Maes (1903-1971), acteur
- Norbert Rosseau (1907-1975), componist
- Simone Dubois (1910-2001), auteur, vertaler en onderzoeker
- Ignace de Sutter (1911-1988), componist en musicoloog
- Johan Daisne [Herman Thiery] (1912-1978), letterkundige
- Hilda Daneels (1912-1979), verzetstrijdster
- Rosa Geinger (1913-1995), actrice en zangeres
- Théo Lefèvre (1914-1973), eerste minister van België (1961-1965)
- Romain Deconinck (1915-1994), theatermaker en -schrijver
- Georges Hebbelinck (1916-1963), journalist, schrijver
- Antoon Mortier (1919-2016), kunstenaar
- Bert Paige (1920-1987), orkestleider en arrangeur
- Armand Pien (1920-2003), weerman
- Roland Mortier (1920-2015), filoloog en geschiedkundige
- Germain Janssens (1920-1994) beeldhouwer
- Diane de Ghouy (1922-2006), (hoorspel)actrice
- Octave Landuyt (1922-2024), beeldend kunstenaar
- Ridder Marc Sleen [Neels] (1922-2016), striptekenaar en cartoonist
- Henri Loos (1922-2003), ondernemer, rallyrijder, journalist en avonturier
- Monique Elvinger (1923-2015), Luxemburgs kunstschilder
- Francine Somers (1923–2022), kunstschilder, tekenaar en medailleur
- Leo Martin (1924-1993), komisch acteur, muzikant (saxofoon) en orkestleider
- Oswald Van Ooteghem (1924-2022), oostfronter en politicus (Volksunie)
- Marie-Thérèse Renard (1925), atlete
- Guy Duijck (1927-2008), componist, muziekpedagoog en dirigent
- Willy De Clercq (1927-2011), liberaal politicus, minister van Staat (1985)
- Charles Dewachtere (1927-2020), atleet
- Will Ferdy (1927-2022), zanger
- Jozef Nachtergaele (1928-1980), componist, muziekpedagoog en dirigent
- Jo Röpcke (1928-2007), filmrecensent, tv-presentator en voorzitter van het Vlaams Filmmuseum
- Adriaan Verhulst (1929-2002), historicus en hoogleraar
- Philippe Saverys (1930-2002), ondernemer, bestuurder en politicus
- Willy Bosschem (1930), kunstenaar
- Denise De Weerdt (1930-2015), historica
- Janine Delruelle (1931-2022), volksvertegenwoordiger. senator en rechter
- Henri Maeren (1931-1990), poppenspeler
- Willy Seeuws (1931-2025), politicus
- Jacques Vanden Abeele (1931-2018), atleet en hoogleraar
- Yvonne Delcour (= Yvonne Verschueren) (1932-2024), actrice
- Jacky Morel (1932-2020), acteur
- Jacques Vandersichel (1932-2012), journalist en schrijver
- Marc Van Montagu (1933), moleculair geneticus
- Koenraad Tinel (1934), beeldhouwer en tekenaar
- Walter De Buck (1934-2014), zanger en beeldhouwer
- Roeland Raes (1934-2024), jurist en politicus
- Frans Verheeke (1934-2023), bankier en politicus
- Willy van Rijckeghem (1935), econoom
- Nolle Versyp (1936-2006), toneel-, filmacteur en vertaler
- Herman Balthazar (1938), historicus, hoogleraar en oud-gouverneur van de provincie Oost-Vlaanderen
- Frans Heymans (1938-2018), bibliothecaris
- Paul Pataer (1938-2025), politicus
- Piet Van Waeyenberge (1938), ondernemer
- Jean-Pierre Barra (1939), atleet
- Monica Van Kerrebroeck (1939-2023), politica
- Oswald Versyp (1939-2014), televisie- en toneelacteur
- Karel Dierickx (1940-2014), schilder en beeldhouwer
- Ignace De Graeve (1940-2016), designer, schilder en juwelenontwerper
- Jacques Rogge (1942-2021), zeiler en IOC-voorzitter
- Jan Van den Berghe (1942), journalist, tv-maker, auteur, koningshuiskenner
- Roel Van Bambost (1942), zanger (Miek en Roel), televisiepresentator en filmrecensent
- Regine Clauwaert (1942), presentatrice
- Ida Dequeecker (1943), politica en feministe
- Gerard Mortier (1943-2014), opera-intendant
- Walter Godefroot (1943), wielrenner en ploegleider
- Fred Braeckman (1944-2015), radiojournalist en thrillerrecensent
- Herman Verbauwen (1944), zwemmer (verscheidene malen kampioen van België), vader van Carine en Pascale
- Monique Holvoet (1944), zangeres
- Pjeroo Roobjee (1945), schrijver, dichter en theatermaker
- Jackie Dewaele (1945), DJ, radio- en televisiemaker en acteur
- Rita Van De Ginste (1945), schrijfster
- Daniël Bracke (1946-2023), zanger, auteur, componist
- René Jacobs (1946), zanger en dirigent
- Mieke Grypdonck (1946), hoogleraar Verplegingswetenschappen en grondlegger van de integrerende verpleegkunde in Nederland
- Jean-Pierre Rondas (1946), radiomaker
- Luc Coene (1947), politicus, gouverneur van de Nationale Bank
- Jozef De Kesel (1947), kardinaal-aartsbisschop van Mechelen-Brussel
- Philippe Herreweghe (1947), dirigent
- Michel Van Dousselaere (1947-2021), acteur en regisseur
- Luc Beaucourt (1948-2021), urgentiearts en politicus
- Philippe Samyn (1948), architect en ingenieur
- Francis Verheughe (1948), bestuurder
- Misjel Vermeiren (1948), regisseur en decorontwerper
- Vanessa Van Durme (1948), cabaretier en actrice
- Jan Becaus (1948), journalist en presentator van Het Journaal
- Freddy De Kerpel (1948), bokskampioen
- Marc Mortier (1948-2004), directeur-generaal/gedelegeerd bestuurder Flanders Expo van 1986 tot 2002
- Daan Hugaert (1949), acteur (Witse en Thuis)

### 1951-2000
- Stefan Hertmans (1951), schrijver
- Eliane Van Alboom (1951), onderwijskundige
- Tony Van Parys (1951), volksvertegenwoordiger en voormalig minister
- Koen Crucke (1952), auteur, acteur, zanger en ex-politicus (vroeger in Drongen)
- Vera Dua (1952), Groen, voormalig minister van Landbouw en Leefmilieu
- Luk De Bruyker (1953), toneelacteur en poppenspeler ('Marionettenheater Taptoe') en speler van Pierke Pierlala
- Siegfried Bracke (1953), N-VA Federaal Volksvertegenwoordiger en gemeenteraadslid te Gent
- Alain Bloch (1953-2021), rechter
- Jean-Pierre Maeren (1955), poppenspeler
- Dany Vandenbossche (1956-2013), politicus
- Martine De Regge (1957), schepen van sociale zaken, huisvesting en emancipatie te Gent
- Peter Van Gheluwe (1957), beeldend kunstenaar
- Patrick De Witte (pdw) (1958-2013), journalist, muzikant, televisie- en radiomaker
- Fientje Moerman (1958), politica
- Arne Sierens (1959), theatermaker en auteur
- Dirk Brossé (1960), componist en dirigent
- Bea Van der Maat (1960-2023), zangeres, presentatrice en actrice
- Edwin Ysebaert (1960-2024), radio- en televisiepresentator
- Patrick De Spiegelaere (1961-2007), fotograaf
- Burggraaf Frank De Winne (1961), astronaut en strafste Gentenaar 2010
- Carine Verbauwen (1961), zwemster
- Luc De Vos (1962-2014) zanger van Gorki
- Johan de Boose (1962), schrijver en publicist
- Athenagoras Peckstadt, geboren als Yves Peckstadt (1962), oecumenisch metropoliet in Constantinopel
- Kris Poté (1962), atleet
- Kathleen Vereecken (1962), schrijver
- Stefaan Van Laere (1963), auteur van fictie en non-fictie voor jeugd en volwassenen
- Jan Van Imschoot (1963), schilder
- Maria Blondeel (1963), beeldend kunstenaar
- Jeroen Janssen (1963), stripauteur
- Pascale Verbauwen (1963), zwemster (crawl)
- Nic Balthazar (1964), tv-programmamaker en filmcriticus
- Pascal Verbeken (1965) schrijver, journalist en documentairemaker
- Karlijn Sileghem (1965), actrice
- Inge Moerenhout (1966), televisiepresentatrice en zangeres
- Stefaan Fernande (1966-2021), componist
- Jo De Poorter (1966), televisiepresentator
- Jan Roegiers (1967) Spirit, Vlaams parlementslid
- Elke Sleurs (1968), N-VA, Senator, gemeenteraadslid te Gent
- Tine Van den Brande (1968), actrice
- Barbara Sarafian (1968), actrice en strafste Gentenaar 2011
- Axel Daeseleire (1968), acteur
- Christophe Impens (1969), atleet
- Helmut Lotti [Lotigiers] (1969), charmezanger
- Anneke Matthys (1969), atlete
- Elise Bundervoet (1970), actrice
- Kadir Balci (1970, regisseur
- Christophe Van Rompaey (1970), regisseur
- Joke Schauvliege (1970) CD&V, Vlaams minister, gemeenteraadslid te Evergem
- Vincent Bal (1971), regisseur
- Annelies Storms (1971), links-liberaal volksvertegenwoordigster en gemeenteraadslid voor Spirit, sp.a schepen van cultuur te Gent
- Katja Retsin (1972), radio- en televisiepresentatrice en jeugdboekenschrijfster
- Jurgen Delnaet (1972), acteur en theatermaker
- Vincent Van Quickenborne (1973), politicus voor Open VLD
- Steven van Weyenberg (1973), Nederlands politicus
- Christophe Peeters (1974), Open VLD politicus, schepen van Gent
- Steven Van Hecke (1974), politicoloog
- Isabelle A (1975), zangeres
- Freya Van den Bossche (1975), politica
- Tom Van de Weghe (1975), journalist, schrijver en kunstenaar
- Felix Van Groeningen (1977), filmregisseur
- Cathérine Moerkerke (1977), nieuwsanker en televisiepresentatrice
- Kirstin Vanlierde (1977), schrijver
- Delphine Lecompte (1978), dichteres
- Delfine Bafort (1979), model en actrice
- Freek Braeckman (1979), voormalig nieuwsanker, televisiepresentator en strafste Gentenaar 2012
- Björn Sengier (1979), voetballer
- Cédric Van Branteghem (1979), atleet
- Frederik Sioen (1979), muzikant
- Titus De Voogdt (1979), acteur
- Bradley Wiggins, OBE (1980), wielrenner en olympisch kampioen
- Born Crain (1980), zanger
- Pieter Collen (1980), voetballer
- Karel De Smet (1980), voetballer
- Mathias De Clercq (1981), Open Vld, federaal volksvertegenwoordiger, burgemeester
- Eveline Hoste (1981), tv-presentatrice
- Dimitri De Fauw (1981-2009), wielrenner
- Olivier Deschacht (1981), voetballer
- Kaatje Vermeire (1981), illustrator
- Jonas Geirnaert (1982), acteur, stemacteur, cabaretier, striptekenaar en televisiemaker (Sint-Kruis-Winkel)
- Iljo Keisse (1982), wielrenner
- Christophe Raes (1982), roeier
- Brecht Vanmeirhaeghe (1982), presentator
- Jessica Van de Steene (1983), atlete
- Bert Verbeke (1983), acteur
- Gilles De Schryver (1984), acteur
- Wouter Weylandt (1984-2011), wielrenner
- Sam Van Rossom (1986), basketballer
- Eline Berings (1986), kampioene hordelopen
- Tom Van Hyfte (1986), voetballer
- Trixie Whitley (1987), Belgisch-Amerikaans muzikante
- Xander De Rycke (1987), stand-upcomedian
- Laurens De Vreese (1988), wielrenner
- Frances Lefebure (1988), actrice en presentatrice
- Vadis Odjidja-Ofoe (1989), voetballer
- Glenn Surgeloose (1989), zwemmer en Belgisch kampioen
- Charlotte De Bruyne (1990), Vlaamse actrice
- Thomas Van Der Plaetsen (1990), kampioen meerkampen
- Gijs Van Hoecke (1991), wielrenner
- Gaëlle Mys (1991), gymnaste
- Kevin De Bruyne (1991), voetballer
- Julie Van den Steen (1992), presentatrice
- Jolien Boumkwo (1993), meervoudig kampioene kogelstoten en hamerslingeren
- Miguel Van Damme (1993-2022), voetballer
- Tiesj Benoot (1994), wielrenner
- Aaron Botterman (1994), atleet
- Pommeline Tillière (1994), mediapersoonlijkheid
- Nenah De Coninck (1996), atlete
- Sefa Isçi (1996), voetballer
- Bjorg Lambrecht (1997), wielrenner
- Mariam Toloba (1999), voetbalster
- Nicolas Baeke (1999), youtuber
- Arno Claeys (2000), wielrenner

### Vanaf 2001
- Aya Courouble (2002), gymnaste
- Evy Poppe (2004), snowboarder

## Personen die gewoond hebben in Gent
- Bavo van Gent (589-654), patroonheilige van Gent
- Hubert van Eyck (Maaseik, 1366-1426), Renaissance-schilder ('Het Lam Gods')
- Cornelis Columbanus Vrancx, (Dendermonder, 1529-Gent, 1615), dichter en priester
- Govaert Wendelen (1580-1667), astronoom en priester
- Gaspar de Crayer (1584-1669), hofschilder
- Jan Palfijn (Kortrijk (1650-1730), anatoom en uitvinder
- Félix-Joseph de Hemptinne (1783-1848), textielfabrikant
- Jan Frans Willems (1793-1846), publicist en polemist; "vader van de Vlaamse Beweging"
- Joseph Plateau (1801-1883), wis- en natuurkundige (anorthoscoop en fenakistiscoop)
- Prudens van Duyse (1804-1859), dichter
- Hippoliet Van Peene (1811-1864), toneelschrijver
- Virginie Loveling (1836-1923), schrijfster
- Louis Tytgadt (1841-1918), schilder
- Hippolyte Lippens (1847-1906), advocaat, beheerder van suikerfabrieken en Belgisch liberaal politicus
- Charles Doudelet (1861-1938), graficus, schilder, boekillustrator
- Omer Van Der Stricht (1862-1925), hoogleraar universiteit Gent , embryoloog en histoloog
- Gustaaf Magnel (1889-1955), ingenieur
- Frans Masereel (1889-1972), graveur
- Jean Daskalidès (1922-1992), pralinemaker (bonbons), gynaecoloog, jazzmuzikant en filmregisseur
- Leo Apostel (1925-1995), filosoof
- Hugo Claus (1929-2008), dichter, schilder en toneel- en romanschrijver
- Jef Geeraerts (1930-2015), auteur (Drongen)
- Guido Claus (1931-Gent, 1991), acteur en caféhouder ('Hotsy Totsy Jazz Club'); broer van Hugo
- Jan Hoet ([1936-2014), kunstkenner en conservator
- Piet Van Eeckhaut (1939-2014), advocaat, filosoof en politicus
- Bram Vermeulen (1946-2004), Ned. zanger, schilder, cabaretier en liedjesschrijver (Mariakerke)
- Freek Neirynck (Tielt, 1949-2019), auteur en regisseur ('Theater Taptoe'), Perfesser Gensch, journalist
- Wim De Craene (1950-1990), zanger-componist ('kleinkunst')
- Marc Reynebeau (Kalemie (Congo), 1956), historicus en publicist (St. Amandsberg)
- Maarten Van Severen (1956–2005), meubelontwerper en interieurarchitect
- Ivan De Vadder (1964), politiek journalist
- Erwin Mortier (1965), schrijver; 'Stadsdichter van Gent'
- Lectrr (1979), cartoonist en schrijver
- Stijn Baert (1983), professor en arbeidsmarktdeskundige
- Boris Van Severen (1989), acteur

## Gentse politici
- Paul de Smet de Naeyer (1843-1913), eerste minister van België (1896-1907)
- Gerhard Cooreman (1852-1926), eerste minister van België (1918)
- Edward Anseele (1856-1938), pionier van de arbeidersbeweging en één der stichters van de Socialistische Partij
- Aloys Van de Vyvere (1871-1951), eerste minister van België (1925)
- Edmond Ronse (1889-1960), minister
- August Balthazar (1893-1952), minister
- Paul Struye (1896-1974), minister en Senaatsvoorzitter
- August De Schryver (1898-1991), minister
- Edward Anseele jr. (1902-1981), minister
- Jean van Houtte (1907-1991), eerste minister van België (1952-1954)
- Théo Lefèvre (1914-1973), eerste minister van België (1961-1965)
- Willy De Clercq (1927-2011), liberaal politicus, minister van Staat (1985)
- Wilfried Martens (1936-2013), eerste minister van België (1979-1981 en 1981-1992)
- Luc Coene (1947), politicus, gouverneur van de Nationale Bank
- Tony Van Parys (1951-), volksvertegenwoordiger en voorm. Minister van Justitie 1998-99 (Wondelgem)
- Vera Dua (1952-), Groen, voormalig minister van Landbouw en Leefmilieu
- Siegfried Bracke (1953-), N-VA Federaal Volksvertegenwoordiger en gemeenteraadslid te Gent
- Guy Verhofstadt (1953-), eerste minister van België (1999-2008) (Mariakerke)
- Martine De Regge (1957-), schepen van sociale zaken, huisvesting en emancipatie te Gent
- Rudy Coddens (1960-), schepen van Onderwijs en Opvoeding
- Jan Roegiers (1967-) Spirit, Vlaams parlementslid
- Elke Sleurs (1968-), N-VA, Senator, gemeenteraadslid te Gent
- Helga Stevens (1968-) N-VA, Vlaams parlementslid, gemeenteraadslid te Gent
- Joke Schauvliege (1970-) CD&V, Vlaams minister, gemeenteraadslid te Evergem
- Annelies Storms (1971-), links-liberaal volksvertegenwoordigster en gemeenteraadslid voor Spirit, sp.a schepen van cultuur te Gent
- Freya Van den Bossche (1975-), schepen van onderwijs te Gent, federaal minister van werk en anno 2006 federaal vicepremier en minister van begroting en consumentenzaken (Sint-Denijs-Westrem)
- Tom De Meester (1975-), PVDA, Vlaams parlementslid, gemeenteraadslid te Gent
- Mathias De Clercq (1981-), Open Vld, Federaal Volksvertegenwoordiger, Eerste Schepen en Schepen van Economie, Jeugd en Middenstand
- Peter Dedecker (1983-), N-VA, Federaal Volksvertegenwoordiger

## Met een gedenkplaat
Zie Lijst van gedenkplaten in Gent